# Georges El Fakhri
Georges El Fakhri do Massachusetts General Hospital / Harvard Medical School, Boston, MA, foi nomeado Fellow do Instituto de Engenheiros Eléctricos e Electrónicos (IEEE) em 2016 por contribuições para imagens biológicas.